# Cucullia benesignata
Cucullia benesignata là một loài bướm đêm trong họ Noctuidae.